# Egor Silin
Pour les articles homonymes, voir Silin (homonymie).
Iegor Viktorovitch Ciline - en russe : Егор Викторович Силин - et en anglais : Egor Silin, forme la plus souvent utilisée (né le 25 juin 1988 à Ichim) est un coureur cycliste russe.

## Biographie
Egor Silin a remporté en 2005 une étape dans la course juniors du Giro di Basilicata. Au cours de la saison 2006, il termina deuxième du Trofeo Città di Ivrea (juniors). En 2007, il termina deuxième de la Gara Ciclistica Milionaria. En 2008, il remporte le Grand Prix de la ville de Felino en Italie. En 2009, il gagne la Coppa della Pace, se classe deuxième du Gran Premio Capodarco, du Gran Premio Palio del Recioto, troisième du Tour de la vallée d'Aoste, dont il gagne une étape, et du Trofeo Alcide Degasperi, et huitième du Baby Giro, où il est vainqueur d'étape. Il est également troisième du championnat de Russie, battu par deux professionnels : Sergueï Ivanov et Yury Trofimov. En fin de saison, il obtient la médaille de bronze du championnat du monde sur route des moins de 23 ans.
Il devient coureur professionnel en 2010 l'équipe russe Katusha. Durant cette année, il obtient une troisième place d'étape durant le Critérium du Dauphiné à Sallanches, puis deux autres durant le Tour d'Autriche. Il est sélectionné en équipe de Russie pour les championnats du monde en Australie, et prend la 57e place de la course en ligne. En 2011, il est quatrième du championnat de Russie dont les coureurs de Katusha occupent les sept premières places. En juillet, il participe à son premier Tour de France. À cette occasion, Katusha est la première équipe du Tour composée uniquement de coureurs russes.
Fin 2014, La Gazzetta dello Sport révèle qu'il fait partie des clients du controversé médecin italien Michele Ferrari.
En 2017, non conservé par Katusha, il signe le 10 mars 2017 dans l'equipe portugaise Rádio Popular Boavista .
Silin est un coureur classé comme baroudeur et grimpeur.

## Palmarès et classements mondiaux

### Palmarès professionnel
- 2011
  - 4e étape du Herald Sun Tour
- 2014
  - 10e du Tour Down Under
- 2015
  - 1re étape du Tour d'Autriche[n 2] (contre-la-montre par équipes)

### Résultat sur les grands tours

#### Tour de France
2 participations
- 2011 : 73e
- 2014 : abandon (6e étape)

#### Tour d'Espagne
2 participations
- 2012 : 122e
- 2016 : 15e

#### Tour d'Italie
1 participation
- 2016 : 38e

### Classements mondiaux
| Année                  | 2007 | 2008 | 2009 | 2010 | 2011 | 2012 | 2013 | 2014 | 2015 |
| ---------------------- | ---- | ---- | ---- | ---- | ---- | ---- | ---- | ---- | ---- |
| Calendrier mondial UCI |      |      |      | 244e |      |      |      |      |      |
| UCI World Tour         |      |      |      |      |      | nc   | 204e | 155e | nc   |
| UCI Europe Tour        | 522e | 108e | 32e  |      |      |      |      |      |      |